# 梅济耶尔莱克莱里
梅济耶尔莱克莱里（法語：Mézières-lez-Cléry，法語發音：[mezjɛʁ lɛ kleʁi]，意为“克莱里附近的梅济耶尔”）是法国卢瓦雷省的一个市镇，属于奥尔良区。

## 地理
梅济耶尔莱克莱里（47°49'7"N, 1°48'15"E）面积27.01 平方千米，位于法国中央-卢瓦尔河谷大区卢瓦雷省，该省份为法国中北部省份，北起埃松省，西北接厄尔-卢瓦省，西南接卢瓦-谢尔省，南至涅夫勒省和谢尔省，东临约讷省，东北接塞纳-马恩省。
与梅济耶尔莱克莱里接壤的市镇（或旧市镇、城区）包括：圣伊莱尔圣梅曼、阿尔东、克莱里-圣安德烈、茹伊勒波捷、马罗欧普雷。

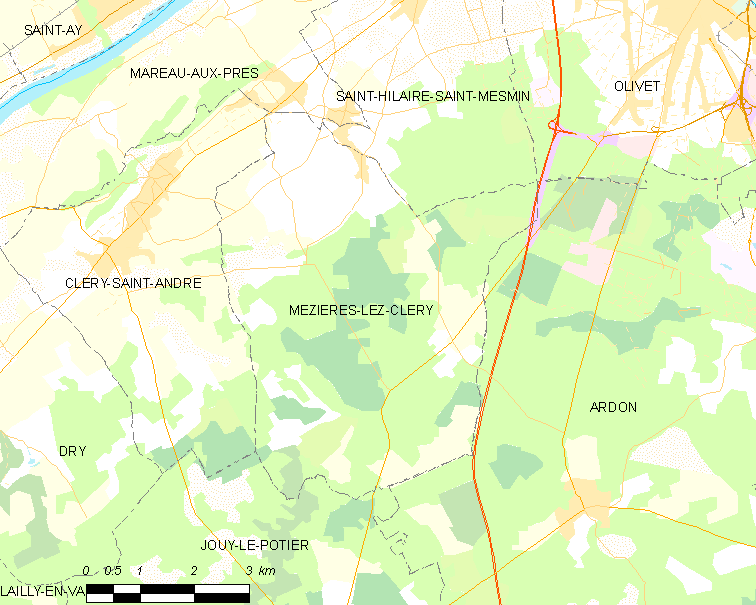
梅济耶尔莱克莱里的OSM定位图

梅济耶尔莱克莱里的时区为UTC+01:00、UTC+02:00（夏令时）。

## 行政
梅济耶尔莱克莱里的邮政编码为45370，INSEE市镇编码为45204。

## 政治
梅济耶尔莱克莱里所属的省级选区为博让西县。

## 人口

1962-2008年间梅济耶尔莱克莱里人口变化图示

梅济耶尔莱克莱里于2022年1月1日时的人口数量为857人。